# 菲律宾明樱蛤
菲律宾明樱蛤（学名：Moerella philippinarum），是帘蛤目樱蛤科明樱蛤属的一种。主要分布于中国大陆，常栖息在潮间带。
其种加词“philippinarum”意为“菲律宾的”。